# Iris xiphium
Iris xiphium é uma espécie de planta com flor pertencente à família Iridaceae.
A espécie foi descrita por Lineu e publicada em Species Plantarum 1: 40. 1753.
O número de cromossomas na fase esporofítica varia conforme os autores, 28 ou 34.
O IPNI, para além de Lineu, indica o mesmo nome científico descrito por outros três autores, Iris xiphium Jacq. publicada em Coll. ii. 320., Iris xiphium Desf. publicada em Fl. Atlant. 1: 37. 1798 e Iris xiphium Georgi publicada em Bemerk. Reise Russ. Reich 1: 196.

## Portugal
Em Portugal está representada por duas variedades:
- Iris xiphium L. var. lusitanica (Ker Gawl.) Franco
- Iris xiphium L. var. xiphium

Iris xiphium L. var. lusitanica (Lírio-amarelo-dos-montes)
Trata-se de uma variedade endémica de Portugal continental. Pode ser observada no Geopark Naturtejo, na zona do Tejo Internacional e noutros pontos, como por exemplo nos matos do Complexo Mineiro Romano da Presa, em Penamacor.
Iris xiphium L. var. xiphium
Trata-se de uma variedade autóctone de Portugal continental.
A Flora Digital de Portugal indica para esta espécie a seguinte variedade existente em Portugal: Iris xiphium L. subsp. xiphium var. lusitanica (Ker Gawl.) Franco. Esta última, trata-se de uma espécie geófita cujos habitats preferenciais são zonas de matos e de terrenos incultos, distribuindo-se no Sudoeste da Europa até Itália e  também no Norte de África, dando-se a sua floração entre Abril e Maio. Os seus nomes comuns são lírio-amarelo-dos-montes, maias e maios-amarelos. Indica como sinónimos Iris lusitanica Ker Gawl. e Iris xiphium L. raça lusitanica (Ker Gawl.) Samp.

## Sinonímia
Segundo o The Plant List, esta espécie tem os seguintes sinónimos:
- Iris coronaria Salisb.
- Iris hispanica Steud.
- Iris lusitanica var. sordida (Salisb.) Nyman
- Iris spectabilis Spach - ilegítimo
- Iris taitii Foster
- Iris variabilis Jacq.
- Iris xiphia St.-Lag. - variação ortográfica
- Iris xiphium var. battandieri Foster
- Iris xiphium f. durandoi Batt.
- Xiphion verum Schrank
- Xiphion vulgare Mill.